# Лінія Нем'єра

Лінія Керзона, 1945

Лінія Нем'єра, друга назва лінія Бернштейна-Номіровського - один з можливих варіантів польсько-радянської демаркаційної лінії, запропонований Льюісом Нам'єром..
Від оригіналу, представленого представниками Міністерства закордонних справ Великої Британії на конференції в Спа на 10 липня 1920 року відрізнявся на південному сході, відрізав Львів та нафтовий басейн в околицях Дрогобича від Польської республіки. Вони були відхилені представниками радянської дипломатії на затвердження 11 липня 1920 року.
У 1943-1945 роках під час союзних і радянських переговорів на польському східному кордоні розглядався Сталіним як варіант «лінії Керзона». В результаті відмови британських дипломатів до такого тлумачення, після переговорів в Тегерані почали розрізняти лінію Нем'єра від лінії демаркації, представленої на конференції в Спа в 1920 році. Лінія Нем'єра була позначена як лінія Керзона «А». Фактична демаркаційна лінія (розглянута багато років тому в Спа) була позначена на міжсоюзних картах як лінія "Б" Керзона.
В даний час Лінія Нем'єра є східним кордоном Польщі.